# Łukasz Bodnar
Łukasz Bodnar (Breslavia, 10 de mayo de 1982) es un ciclista polaco.

## Biografía
En categoría juniors, se clasificó décimo en la contrarreloj del Campeonato Mundial de Ciclismo en Ruta de 1999, y al año siguiente conseguiría la medalla de bronces en esta disciplina en el Campeonato Mundial de Ciclismo en Ruta de 2000, su compatriota Peter Mazur ganó la medalla de oro.
En 2001 se convirtió en campeón de Polonia contrarreloj sub-23 con tan sólo 19 años. Participó en el campeonato del mundo de Lisboa en Portugal donde fue 18.º en la crono sub-23 y 75.º de la carrera en línea también sub-23. De nuevo compite en el mundial sub-23 en 2004, en Verona donde finaliza noveno en la crono.
Se convirtió en profesional en 2005 con el equipo Intel-Action. En 2007 y 2008, fue  campeón de Polonia en contrarreloj ganando también esos mismos años la Carrera de la Solidaridad y de los Campeones Olímpicos.

## Palmarés
2006
- 2.º en el Campeonato de Polonia Contrarreloj

2007
- Campeonato de Polonia Contrarreloj
- Carrera de la Solidaridad y de los Campeones Olímpicos, más 1 etapa

2008
- Campeonato de Polonia Contrarreloj
- Carrera de la Solidaridad y de los Campeones Olímpicos, más 1 etapa

2009
- 1 etapa de la Vuelta a Marruecos
- Dookoła Mazowsza, más 1 etapa

2010
- 1 etapa de la Szlakiem Grodów Piastowskich

2011
- 2.º en el Campeonato de Polonia Contrarreloj

2012
- 3.º en el Campeonato de Polonia Contrarreloj

2013
- Tour de Malopolska, más 1 etapa
- 3.º en el Campeonato de Polonia en Ruta